# 随机过程
在機率論以及相关领域中，隨機過程（英語：Stochastic process 或 Random process）通常定义为概率空间中一列随机变量，其中序列的指标集通常可以理解为时间。很多出现随机变化现象的系统可以用随机过程的数学模型所描述，例如菌群数量的变化，由热噪声导致的电流大小的波动，或者气体粒子的运动。随机过程可以应用在许多学科中，比如生物学、化学、生态学、神经科学、物理学、图像处理、信号处理、控制论、信息论、计算机科学、电子通信和金融中。
对于实际应用和实际现象的研究也启发了有关随机过程的研究。例如路易·巴谢利耶研究巴黎证券交易所的股票价格变化时使用了维纳过程或布朗运动，A. K. Erlang用泊松过程研究一段时间内电话呼叫发生的次数。这两个随机过程是概率论中最核心的两个过程。历史上，在这两人之前之后，许多人也独立提出了各种假设下的泊松过程和布朗运动。
随机函数（英語：Random function）一词也常用以表示随机过程，因为随机过程可以视作函数空间中的一个随机变量。随机过程的指标通常是一维的整数或实数上的一个区间，如果指标是二维平面甚至是高维空间，则这样一族随机变量通常称为一个随机场。随机过程的实现值也不必是实数，亦可为向量或其它量。
一般来说，常见的随机过程有随机游走、鞅、马尔可夫过程、莱维过程、高斯过程、随机场、更新过程和分支过程。研究随机过程通常需要借助其它数学领域的知识。

## 定義
定義 — 

{\displaystyle (\Omega ,{\mathcal {F}},P)} 為一機率空間，{\displaystyle T} 為一集合。如果有单射 {\displaystyle X:T\to {\mathcal {P}}(\Omega \times \mathbb {R} )}，對於所有 {\displaystyle t\in T} ，{\displaystyle X(t)} 均為定義 {\displaystyle \Omega } 上的随机变量，則 {\displaystyle X} 稱為 {\displaystyle (\Omega ,{\mathcal {F}},P)} 上的隨機過程（stochastic process,  random process）。
如果要強調 {\displaystyle X} 的定義域是 {\displaystyle T} 時，可仿造序列將 {\displaystyle X} 本身記為 {\displaystyle {\{X_{t}\}}_{t\in T}} ，並可將 {\displaystyle X(t)} 記為 {\displaystyle X_{t}} 。

### 样本函数
定義 — 

{\displaystyle {\{X_{t}\}}_{t\in T}} 為 {\displaystyle (\Omega ,{\mathcal {F}},P)} 上的隨機過程，若 {\displaystyle \omega \in \Omega } ，則：
{\displaystyle X_{\omega }:={\bigg \{}\langle t,r\rangle \,{\bigg |}\,(t\in T)\wedge [r=X_{t}(\omega )]{\bigg \}}}
被稱為樣本點 {\displaystyle \omega \in \Omega } 的樣本函數（sample function）。

## 性质

### 指标集
集合{\displaystyle T}一般用以代表时间，称为随机过程的指标集或参数集，通常取为自然数或实数上的一段区间（如非负实数）。研究随机场等问题时，集合T也可以是其它集合，例如二维欧氏空间。一般来说，随机过程中的一些结果只对全序集成立。

### 状态空间
映射X的值域称为状态空间，可以是自然数，实数，向量或其它空间。状态空间里的元素表示随机过程可能取到的值。

### 样本轨道
样本轨道是随机过程的一个实现的过程，由其组成随机变量的实现值所组成。也就是说，对随机过程{\displaystyle \{X_{t}:t\in T\}}和一个结果{\displaystyle \omega \in \Omega }，映射
{\displaystyle X(\cdot ,\omega ):T\to S}
为其样本轨道。

## 历史
为了了解金融市场和研究布朗运动，在19世纪后期人们开始研究随机过程。第一个用数学语言描述布朗运动的是数学家托瓦爾·N·蒂勒。 他在1880年发表了第一篇关于布朗运动的文章。随后，在1900年， Louis Bachelier的博士论文“投机理论” 提出了股票和期权市场的随机分析。阿尔伯特·爱因斯坦（在他1905年的一篇论文中）和玛丽安·一维Smoluchowski（1906年）从物理界的角度出发，把它作为了一种间接证明了原子和分子的存在。他们所描述的布朗运动方程在1908年被让·佩兰核实。
从爱因斯坦的文章的摘录描述了随机模型的基本原理：
"它必须明确假定每个单个颗粒执行的运动是独立于所有其他的粒子的运动;它也将被认为是1的动作和相同的颗粒在不同的时间间隔是独立的过程，只要这些的时间间隔不是非常小"
"我们引入一时间间隔{\displaystyle \tau }蛋白考虑，相对来说这是非常小的，但是我们可观察到的时间间隔，仍然过大，在两个连续时间间隔{\displaystyle \tau }蛋白，由粒子所执行的动作可以被认为是作为彼此独立的事件"。

## 架構
在概率论的测量理论中，需要解决一个问题。如何构造一个Σ-代数的所有功能空间的衡量子集，然后把它有限化。为了解决这个问题，采用了 Kolmogorov扩展方法。
- Kolmogorov扩展方法过程：

假定所有函数f的空间概率测度： {\displaystyle f:X\to Y} 存在，那么它可以被用来指定有限维随机变量 {\displaystyle f(x_{1}),\dots ,f(x_{n})}.的联合概率分布。现在从这个n维概率分布，我们可以推断出第（n - 1）维边缘概率为{\displaystyle f(x_{1}),\dots ,f(x_{n-1})}。但是需要注意的是兼容性状态，即这种边际概率分布是在相同的类作为1从完全成熟的随机过程衍生。例如，如果该随机过程是一个Wiener过程（在这种情况下，边缘是指数类的所有高斯分布），但不是在一般对所有的随机过程。这种方程称为查普曼-洛夫方程。
柯尔莫哥洛夫扩展定理保证了随机过程的有限维概率分布满足查普曼 - 柯尔莫哥洛夫的兼容性条件的存在..
- 分离性

回想一下，在洛夫公理化中存在对于概率问题有还是没有的不确定性。柯尔莫哥洛夫扩展首先声明是可衡量的功能，其中有限多个坐标{\displaystyle [f(x_{1}),\dots ,f(x_{n})]}被限制在{\displaystyle Y_{n}}中可测量的子集所有集合。如果一个是/否有关的问题都可以通过观察至多有限多个坐标的值回答，那么它有一个概率的答案。
在测度理论，如果我们有一个可数无限集合测集，所有的人都那么的联合和交集是可测集。对于我们而言，这意味着是/否依赖于可数个坐标的问题有一个概率的答案。

## 外部連結
- An 8 foot tall Probability Machine (named Sir Francis) comparing stock market returns to the randomness of the beans dropping through the quincunx pattern. （页面存档备份，存于） from Index Funds Advisors IFA.com （页面存档备份，存于）
- Stochastic Processes used in Quantitative Finance, sitmo.com
- Addressing Risk and Uncertainty